# Partido de Lomas de Zamora
Partido de Lomas de Zamora är en kommun i Argentina.   Den ligger i provinsen Buenos Aires, i den centrala delen av landet.  Antalet invånare är 613 192. Arean är 89 kvadratkilometer.
Terrängen i Partido de Lomas de Zamora är mycket platt.
Runt Partido de Lomas de Zamora är det i huvudsak tätbebyggt. Runt Partido de Lomas de Zamora är det mycket tätbefolkat, med 4 343 invånare per kvadratkilometer.